# Публий Геренний Поллион
Публий Геренний Поллион (лат. Publius Herennius Pollio) — римский политический деятель второй половины I века.
О его происхождении ничего неизвестно. С июля по август 85 года Поллион занимал должность консула-суффекта вместе со своим сыном Марком Аннием Гереннием Поллионом.